# Меритоцид
Меритоцид је појам који означава систематско сузбијање, уклањање или уништавање најспособнијих, најталентованијих и најквалификованијих појединаца унутар једног друштва, организације или државе. Овај процес доводи до негативне селекције, где на водеће позиције не долазе најбољи, већ они који су лојални, послушни или мање способни, што дугорочно наноси штету целом систему. Меритоцид представља супротност меритократији, систему у којем се напредује на основу заслуга, и често води ка какистократији, владавини најгорих.

## Етимологија и порекло концепта
Реч „меритоцид" је кованица настала спајањем латинске речи meritum (заслуга) и суфикса -cid (од caedere, што значи убити или уништити). Иако сам термин није широко прихваћен у академској литератури као формална дефиниција, он се користи у друштвено-политичкој анализи како би се описао феномен уништавања интелектуалне и стручне елите.
Концепт је уско повезан са критикама меритократије. Британски социолог Мајкл Јанг је 1958. године у својој сатиричној књизи The Rise of the Meritocracy (Успон меритократије) сковао термин „меритократија" како би описао дистопијско друштво у којем је социјални статус одређен искључиво формулом „IQ + труд = заслуга" (I.Q. + Effort = Merit). Јанг је упозорио да такав систем, иако наизглед праведан, ствара нову арогантну елиту и дубоко подељено друштво, где победници верују да су у потпуности заслужили свој успех, док су губитници осуђени на потчињен положај. Меритоцид се може посматрати као екстремна патолошка последица извитоперених меритократских принципа.

## Механизми меритоцида
Меритоцид се спроводи кроз различите друштвене, политичке и организационе механизме. Они нису увек отворено насилни, већ често суптилни и систематски.
Негативна селекција
У ауторитарним или корумпираним системима, владајуће структуре често виде способне и независне појединце као претњу. Уместо њих, промовишу се појединци чија је главна квалификација лојалност, а не стручност. Тиме се ствара окружење у којем талентовани одлазе („одлив мозгова") или бивају маргинализовани.
Наследна „меритократија" и замка заслуга
Савремени критичари, попут професора Данијела Марковица са Универзитета Јејл, у књизи The Meritocracy Trap (Замка меритократије), тврде да је меритократија постала највећа препрека једнаким шансама у САД. Привилеговани родитељи улажу огромна средства у образовање своје деце, чиме им обезбеђују предност при упису на елитне универзитете и добијању најбољих послова. Тиме се ствара затворени круг у којем се заслуге ефективно наслеђују, а социјална мобилност смањује, претварајући меритократију у своју супротност.
Уска дефиниција заслуга
Критичари попут Дејвида Гудхарта истичу да савремена меритократија претерано вреднује когнитивне способности („глава"), занемарујући друге важне вештине и врсте доприноса друштву, као што су мануелни рад („рука") или послови везани за бригу о другима („срце"). Ово сужавање појма заслуга доводи до тога да се одређене професије и људи који их обављају системски потцењују.
Парадокс меритократије
Истраживања су показала да организације које експлицитно наглашавају меритократију као своју основну вредност могу парадоксално показивати већу пристрасност. Када менаџери верују да је систем потпуно објективан и праведан, мање преиспитују сопствене одлуке, што омогућава несвесним предрасудама (нпр. према полу или раси) да утичу на унапређења и награђивање.

## Историјски и савремени примери
Иако се термин ретко користи у историографији, процеси који се могу описати као меритоцидни видљиви су кроз историју.
- Царска Кина: Систем мандаринских испита сматра се једним од најранијих облика меритократије, где су чиновници бирани на основу знања, а не порекла.[5] Међутим, и овај систем је имао своје мане и могао је бити изигран.
- Тоталитарни режими 20. века: Комунистички и фашистички режими често су спроводили чистке интелектуалаца, уметника и стручњака који су сматрани „непријатељима народа" или претњом за идеолошку чистоту. Примери укључују Велику чистку у Совјетском Савезу, Културну револуцију у Кини и владавину Црвених Кмера у Камбоџи.
- Политички системи: У многим земљама, политички непотизам и кронизам представљају облик меритоцида. Позиције у јавној управи не добијају се на основу стручности, већ на основу партијске или родбинске припадности.

## Критика меритократије као оправдања за неједнакост
Филозоф са Харварда, Мајкл Сандел, у својој књизи The Tyranny of Merit (Тиранија заслуга), тврди да је меритократија постала главни извор оправдања за огромне друштвене неједнакости. Победници у овом систему верују да су свој успех заслужили искључиво сопственим трудом и талентом. Ово, по Санделу, ствара два штетна ефекта:
1. Ароганција победника: Они који успеју развијају охолост (хубрис) и мањак солидарности, јер сматрају да не дугују ништа заједници и заборављају улогу среће, породичног порекла и друштвених околности у свом успеху.
2. Понижење губитника: Они који не успеју често криве себе, што доводи до фрустрације, осећаја мање вредности и пораста популистичког беса према елитама.[6]

Сандел истиче да чак и савршена меритократија, где би сви имали једнаке шансе, не би била праведна, јер би и даље легитимисала огромне разлике у богатству и статусу на основу урођених талената, што је морално произвољан фактор. „Савршена меритократија укида сваки осећај дара или милости. Она умањује нашу способност да себе видимо као део заједничке судбине", пише Сандел. Он предлаже да се фокус са једнакости шанси преусмери на „једнакост услова", која би обезбедила да сви грађани, без обзира на посао који раде, могу да живе достојанствено и да се осећају цењено.

## Последице
Дугорочне последице меритоцида су:
- Економска и друштвена стагнација: Без најспособнијих људи на кључним местима, смањује се иновативност, ефикасност и конкурентност.
- Одлив мозгова: Талентовани појединци напуштају средине у којима не могу да напредују.
- Ерозија друштвеног поверења: Грађани постају цинични и апатични, губећи веру у институције и праведност система.[7]
- Дубоке друштвене поделе: Ствара се јаз између арогантне елите и маргинализоване већине, што може довести до друштвене нестабилности и пораста популизма.